# Nn (dígrafo)
La doble ene ⟨Nn⟩ es un dígrafo de el alfabeto latino. Usado en el irlandés, español medieval, Haida, piamontés y en córnico también se usa en la Romanización Gwoyeu Romatzyh del chino mandarin.

## Uso
- En irlandés para los " fortis sonorants " del irlandés antiguo /Nˠ/ ("ancho", es decir, no palatalizado o velarizado ) y /Nʲ/ ("delgado", es decir, palatalizado ) en posición no inicial. En irlandés moderno , el sonido "amplio" es /n̪ˠ/ , mientras que el sonido delgado puede ser cualquiera de /nʲ/ , /n̠ʲ/ o /ɲ/ , según el dialecto y la posición en la palabra.
- En el español medieval, nn se convirtió en la letra eñe ⟨ñ⟩, este dígrafo representa el sonido /ɲ/.
- En la romanización Gwoyeu Romatzyh del chino mandarín, la -nn final indica un tono descendente en una sílaba que termina en /n/, que de otro modo se escribe -n.
- En Haida (ortografía de Bringhurst) para /ˀn/ glotalizada.
- En piamontés, la ‹Nn› representa /ŋn/ en medio de una palabra y /n/ al final.
- En córnico, se utiliza para una /n/ opcionalmente preocluida ; es decir, se pronuncia /n/ o /nː/ (en cualquier posición); /ᵈn/ (antes de consonante o finalmente); o /dn/ (antes de una vocal); ejemplos son penn ('cabeza') o pennow ('cabezas').[1][2][3]